# The Remedy for a Broken Heart (Why Am I So in Love)
«The Remedy for a Broken Heart (Why Am I So in Love)» (стилизовано под строчные буквы)  — песня американского рэпера XXXTentacion, выпущенная как пятый трек с его второго студийного альбома ? (2018). Он был написан и спродюсирован самим Джасеем в сотрудничестве с Джоном Каннингемом.

## Описание
Песня содержит акустический звук, смешанный с элементами трэпа, «угрюмыми 808», а также зацикленным сэмплом вокала XXXTentacion. Рэпер размышляет о своих отношениях со своей бывшей девушкой Женевой Айялой, говоря о том, что его любовь к ней безответна.

## Отзывы
Песня получила в целом положительные отзывы. Кевин Годдард из HotNewHipHop написал, что «X демонстрирует свою впечатляющую игру слов и непринуждённую плавность».

## Чарты
| Чарт (2018)                           | Высшая позиция |
| ------------------------------------- | -------------- |
| Австрия (Ö3 Austria Top 40)           | 48             |
| Канада (Billboard Canadian Hot 100)   | 46             |
| Дания (Tracklisten)                   | 30             |
| Франция (SNEP)                        | 50             |
| Германия (GfK)                        | 73             |
| Ирландия (IRMA)                       | 50             |
| Италия (FIMI)                         | 67             |
| Нидерланды (Single Top 100)           | 53             |
| Новая Зеландия (RMNZ)                 | 1              |
| Норвегия (VG-lista)                   | 31             |
| Швеция (Sverigetopplistan)            | 41             |
| Швейцария (Schweizer Hitparade)       | 36             |
| Великобритания (OCC UK Singles)       | 53             |
| США (Billboard Hot 100)               | 55             |
| США (Billboard Hot R&B/Hip-Hop Songs) | 26             |

## Сертификации
| Регион                                                                      | Сертификация  | Продажи   |
| --------------------------------------------------------------------------- | ------------- | --------- |
| Канада (Music Canada)                                                       | Золотой       | 40 000    |
| Португалия (AFP)                                                            | Платиновый    | 10 000    |
| США (RIAA)                                                                  | 2× Платиновый | 2 000 000 |
| Данные о продажах + прослушиваниях приведены только на основе сертификации. |               |           |